# Aq Sunqur al-Hajib
Qāsim al-Dawla Abū Sa'īd Āq Sunqur (in arabo آق سنقر الحاجب التركماني‎?, Āq Sunkur al-Ḥājib al-Turkumānī, lett. in turco "falcone bianco", detto al-Hājib (lett. in arabo "ciambellano"), il Turcomanno; ... – Aleppo, 1094) è stato un condottiero turco.
Fu Atabeg selgiuchide di Aleppo sotto il sultano Malik Shāh I. Il turco Āq Sunqur fu nominato per evitare che gli ʿUqaylidi diventassero troppo potenti e in grado di infastidire i Selgiuchidi, visto che ad Aleppo governava Sharaf al-Dawla Muslim ibn Quraysh, già signore di Mossul (Mawṣil).
Appena insediato, Āq Sunqur tentò di assediare Mossul con l'aiuto del signore artuqide di Mārdīn, Artuq b. Aksab, ma il tentativo non sortì effetti. Il fratello di Malik Shāh, Tutush I, ottenne il suo aiuto per ampliare il proprio dominio di Damasco ma Āq Sunkur non ritenne di appoggiarlo in un suo analogo tentativo contro Tripoli.
Dopo la morte di Malik Shāh e l'inizio della crisi dinastica che distruggerà buona parte della potenza selgiuchide, Āq Sunqur prese per conto di Tutush gli antichi domini hamdanidi di Āmid e di Mayyāfāriqīn e occupò perfino Mossul ma, ancora una volta, abbandonò Tutush che avrebbe voluto assumere il controllo di tutta la Siria settentrionale, della Jazira e del Diyār Bakr (Anatolia orientale). Passò infatti dalla parte di Berkyaruq che rivendicava per sé il sultanato selgiuchide, in quanto figlio di Malik Shāh, contro le pretese dello zio Tutush b. Alp Arslān.
Nell'aprile-maggio del 1094 Tutush attaccò Āq Sunqur che venne soccorso da Kerbogha, Atabeg di Mossul, inviatogli da Berkyārūk. Nella battaglia di Tell al-Sulṭān (26-5-1094) Tutush vinse, Āq Sunqur fu preso prigioniero e ucciso sul campo di battaglia.
Āq Sunqur fu il padre di ʿImād al-Dīn Zengī (pronuncia "Zanghi", arabo "Zankī"), fondatore della dinastia zengide e, a sua volta, padre di Norandino (Nūr al-Dīn ibn Zankī).